# Magiarizzazione

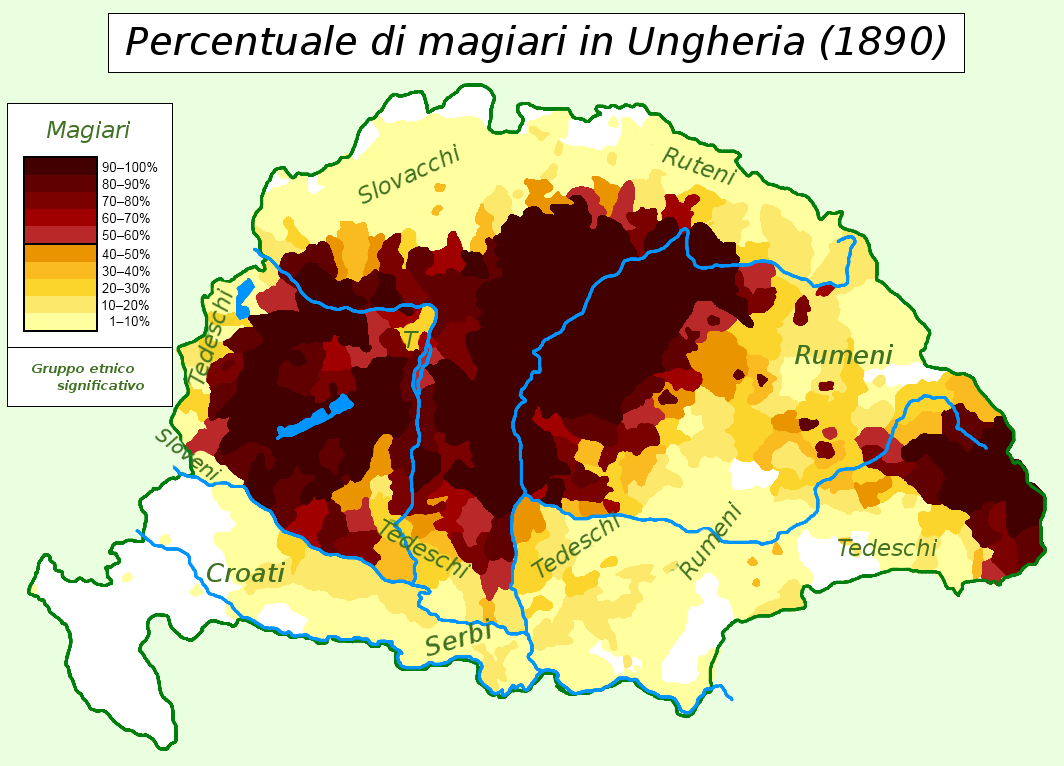
I magiari nel Regno d'Ungheria, secondo il censimento del 1890

Con il termine magiarizzazione si intende la politica di assimilazione culturale adottata dalle autorità del Regno d'Ungheria nella seconda metà del XIX secolo fino al 1918, anno del collasso dell'Impero austro-ungarico a seguito della prima guerra mondiale. Tale politica mirava a imporre o a mantenere l'egemonia della lingua e della cultura ungheresi in tutto il regno, anche presso gruppi etnici non magiari e a stabilire l'identità nazionale magiara come identità nazionale di tutto il regno.
Per la prima volta i diritti delle minoranze etniche furono riconosciute dal Parlamento ungherese nel 1849 ed entrarono a far parte della legislazione austriaca nel 1867.   

Dopo il compromesso austro-ungherese (Ausgleich) del 1867 le autorità ungheresi insistettero perché il Regno d'Ungheria fosse magiaro nello spirito, nelle istituzioni e nella lingua. Le proposte contrarie o gli appelli alla legge sulle nazionalità, trovarono derisione e furono ignorati. In spregio alla legge, l'uso delle altre lingue fu bandito quasi totalmente dalla pubblica amministrazione e dalla giustizia. La lingua ungherese fu di gran lunga sovrarappresentata nelle scuole elementari e adottata da quasi tutte le scuole superiori.
Alla fine del XIX secolo, l'apparato statale era interamente di lingua ungherese, così come era ungherese la lingua dell'economia e della vita sociale in tutti i livelli, escluso il più basso. La percentuale della popolazione di madrelingua ungherese crebbe dal 46,6 % del 1880 al 54,5 % del 1910. Nelle città quasi tutti gli ebrei e i tedeschi appartenenti alla piccola borghesia e molti degli slovacchi, dei rumeni e degli ucraini della classe media furono magiarizzati.
In ogni caso, la magiarizzazione incise più fortemente nella parte centrale del Regno d'Ungheria (corrispondente all'attuale Repubblica d'Ungheria) e verso la classe media, che aveva accesso all'istruzione; fu agevolata anche da un processo di urbanizzazione e di industrializzazione. Riuscì meno verso la popolazione rurale della periferia, sicché i confini linguistici non variarono molto rispetto a quelli di un secolo prima.
Il processo di magiarizzazione continuò anche dopo il trattato del Trianon. I diritti politici e culturali concessi alle pochissime minoranze etniche rimaste in Ungheria nel periodo fra le due guerre mondiali furono molto più scarsi di quelli previsti negli altri stati dell'Europa centro-orientale, dove invece le minoranze etniche erano molto più numerose.

## Origine del termine
Il termine si applica generalmente alle politiche messe in opera nel Regno d'Ungheria, parte dell'Impero austro-ungarico nel XIX e all'inizio del XX secolo, specialmente dopo il compromesso austro-ungherese (Ausgleich) del 1867, e in particolare dopo l'ascesa nel 1871 del conte Menyhért Lónyay a capo del governo ungherese. L'idea deriva dall'Illuminismo, che è alla base del processo di nascita degli Stati nazionali in Europa.
Riferendosi ai nomi propri delle persone o ai toponimi, la magiarizzazione indica la sostituzione di un nome non magiaro con uno magiaro. Ad esempio, il nome romeno Ion Negru si trasforma in János Fekete, o il nome slavo Novo Selo in Újfalu.

### Magiarizzazione in senso lato
Come avviene spesso nel caso di politiche tese a forgiare o rafforzare l'identità nazionale di uno stato, la magiarizzazione fu percepita dagli altri gruppi etnici come i romeni, gli slovacchi, gli ucraini, i serbi, i croati e così via, come un'aggressione o una discriminazione, specialmente nei territori in cui i non magiari erano la maggioranza della popolazione.

## Contesto storico
Giuseppe II, imperatore dal 1780 al 1790 fu un sovrano illuminato, che cercò di centralizzare il controllo dell'impero, stabilì che il tedesco sostituisse il latino come lingua ufficiale dell'impero.
Gli ungheresi intesero questo provvedimento come un tentativo di stabilire un'egemonia culturale tedesca e come reazione insistettero perché fosse loro riconosciuto il diritto di servirsi del proprio idioma. Come risultato, la nobiltà inferiore magiara promosse una rinascita della lingua e della cultura ungheresi. La nobiltà inferiore mise anche in dubbio la lealtà nazionale dei magnati, che erano per meno della metà etnicamente magiaro e che parlavano per lo più francese e tedesco alla Corte imperiale.
Nel luglio del 1849, il parlamento rivoluzionario ungherese riconobbe i diritti delle minoranze, ma era troppo tardi: per contrastare i successi dell'esercito rivoluzionario ungherese l'imperatore Francesco Giuseppe chiese l'aiuto dello zar Nicola I, il cui esercito invase l'Ungheria. Gli eserciti uniti dell'imperatore e dello zar erano troppo potenti per gli insorti ungheresi, cosicché il generale Artúr Görgei si arrese nell'agosto del 1849.
Il risveglio nazionale magiaro suscitò ondate di orgoglio nazionale presso gli slovacchi, i romeni, i serbi e i croati che si sentivano minacciati sia dall'egemonia tedesca sia da quella magiara. Questi risorgimenti nazionali si svilupparono successivamente nei movimenti nazionalistici che contribuirono al crollo dell'Austria-Ungheria nel 1918.

## Magiarizzazione nell'Impero austriaco e austro-ungarico
| Anno | Popolazione totale Regno d'Ungheria | Magiari |
| ---- | ----------------------------------- | ------- |
| 1846 | 12.033.399                          | 40–45%  |
| 1880 | 13.749.603                          | 46%     |
| 1900 | 16.838.255                          | 51,4%   |
| 1910 | 18.264.533                          | 54,5%   |

Alcuni gruppi etnici erano concentrati in varie regioni del Regno d'Ungheria, dove costituivano la maggioranza. In Transilvania il censimento del 1910 registrava il 55,08% di romeni, il 34,2% di magiari e l'8,71% di tedeschi. Nella parte settentrionale del Regno, slovacchi e ruteni costituivano la maggioranza, mentre nelle regioni meridionali la maggioranza era rappresentata da croati, serbi e sloveni e nelle regioni occidentali c'era una maggioranza di tedeschi.
In alcune regioni i risultati della magiarizzazione furono modesti. Ad esempio in Transilvania nel 1880 il 5,7% della popolazione non magiara conosceva in qualche misura l'ungherese; nel 1900 la percentuale era salita all'11% e nel 1910 arrivò al 15,2%. Questi dati riflettono anche la vita di un'epoca, in cui la maggioranza della popolazione poteva ignorare la lingua ufficiale dello Stato in cui viveva. La politica di magiarizzazione era orientata a rendere la conoscenza fluente dell'ungherese un requisito per l'accesso alla pubblica amministrazione, all'istruzione e alla giustizia.
Fra il 1850 e il 1910 i magiari aumentarono in numero del 106,7%, mentre gli altri gruppi etnici registrarono tassi di crescita molto inferiori: i serbi e i croati del 38,2%, i romeni del 31,4% e gli slovacchi del 10,7%.
Secondo i dati dei censimenti, la popolazione magiara della Transilvania passò dal 24,9% del 1869 al 31,6% del 1910. Nello stesso periodo la percentuale della popolazione romena scese dal 59,0% al 53,8% e quella della popolazione tedesca dall'11,9% al 10,7%. Le variazioni furono più significative nelle città a maggioranza tedesca e romena. Ad esempio, a Brașov i magiari crebbero dal 13,4% del 1850 al 43,43% del 1910, mentre i romeni e i tedeschi scesero rispettivamente dal 40% al 28,71% e dal 40,8% al 26,41%.

### La politica dello Stato e i rapporti etnici

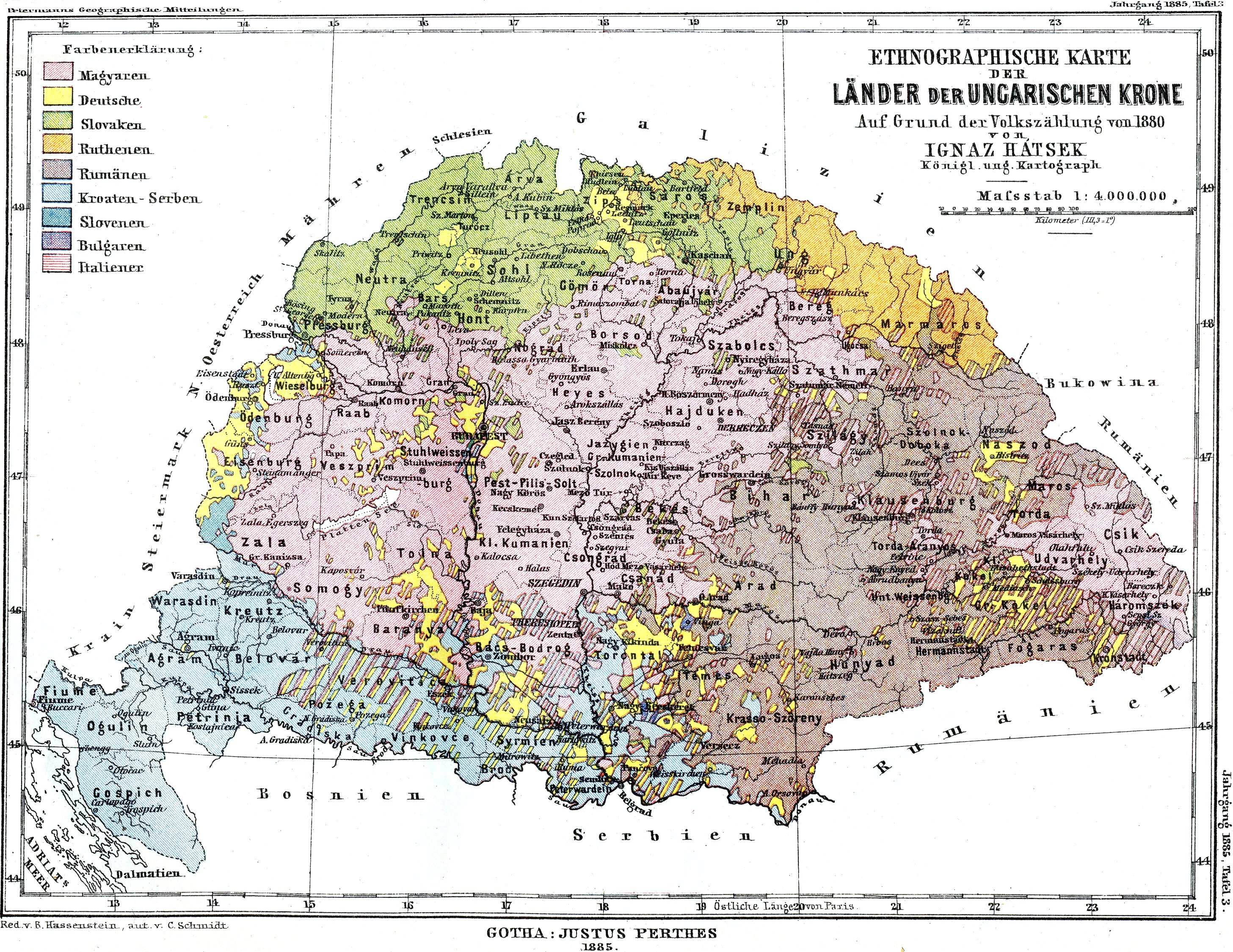
Distribuzione delle nazionalità nel Regno d'Ungheria, secondo il censimento del 1880 (basata sulla madrelingua, intesa come la lingua meglio parlata).

Il primo governo ungherese dopo l'Ausgleich, fu quello presieduto dal conte liberale Gyula Andrássy e sostenuto da Ferenc Deák e dai suoi seguaci; approvò nel 1868 la legge sulle nazionalità, la quale dichiarava che "tutti i cittadini dell'Ungheria formano, politicamente, una sola nazione, l'indivisibile unitaria nazione (nemzet) ungherese di cui ogni cittadino dello Stato, qualunque sia la sua personale nazionalità (nemzetiség), è membro con parità di diritti." La legge sull'istruzione, approvata nello stesso anno, condivideva la stessa impostazione, giacché i magiari erano definiti semplicemente primus inter pares. In questo periodo i gruppi etnici ebbero una certa autonomia culturale e linguistica, nei campi dell'istruzione, della religione e dall'amministrazione locale.
Tuttavia, dopo la morte del ministro dell'istruzione, il barone József Eötvös, nel 1871, Andrássy divenne ministro imperiale degli Esteri, Deák si ritirò dalla politica attiva e Menyhért Lónyay divenne il primo ministro ungherese. Il governo sostenne la nobiltà inferiore magiara e il concetto di nazione politica ungherese fu interpretato come nazione magiara. «Ogni movimento politico o sociale che sfidava l'egemonia delle classi dominanti magiare fu passibile di essere represso o accusato di tradimento, di fellonia o di incitamento all'odio nazionale. Questo doveva essere il destino delle società culturali e dei partiti nazionali degli slovacchi, degli slavi meridionali, dei romeni e dei ruteni dal 1876 in poi» Tutto ciò si intensificò nel 1875, con il governo guidato da Kálmán Tisza.
Per un lungo periodo, il numero dei non magiari nel Regno d'Ungheria fu molto maggiore del computo dei magiari. Secondo i dati del 1787, la popolazione del Regno d'Ungheria ammontava a 2 322 000 magiari (29%) e a 5 681 000 non-magiari (71%). Nel 1809, la popolazione ammontava a 3 000 000 di magiari (30%) e a 7 600 000 di non-magiari (70%). Dopo una politica di magiarizzazione via via più intensa come fu messa in atto dopo il 1867, i rapporti etnici cambiarono a favore dei magiari: secondo il censimento del 1900 i magiarofoni del Regno d'Ungheria erano 8 500 000 (51%), mentre i parlanti di altre lingue erano complessivamente 8 100 000 (49%). Nel 1910 i dati registravano 9 944 628 magiarofoni (54,4%) e 8 319 905 parlanti di altre lingue (45,6%).

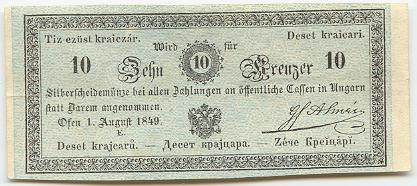
Banconota austro-ungarica da 10 kreuzer del 1849, prima della fase di magiarizzazione. Si noti la scritta multilingue. Successivamente, le scritte nelle altre lingue divennero più piccole.

Sebbene nelle storiografie slovacca, romena e serba la magiarizzazione repressiva sia individuata come il fattore principale della variazione della composizione etnica della popolazione nel XIX secolo, bisogna notare che anche l'assimilazione spontanea fu un fenomeno importante. I vasti territori al centro e al sud del Regno d'Ungheria avevano perso la loro maggioranza etnica magiara in seguito alle guerre combattute fra gli Asburgo e l'Impero ottomano nel XVI e XVII secolo. Dopo la riconquista queste terre furono ripopolate mediante trasferimento della popolazione da altre regioni dell'impero asburgico: magiari e slovacchi dall'Alta Ungheria, svevi, serbi (che erano la maggioranza in numerose zone meridionali della pianura pannonica prima dei trasferimenti), croati e romeni. Come effetto di questa migrazione in una larga fetta di terra, che andava all'incirca da Kecskemét fino al confine meridionale del Regno, diversi gruppi etnici vivevano a poca distanza gli uni dagli altri (questa eterogeneità etnica si è conservata fino ad oggi in alcune zone della Voivodina, della Bačka e del Banato). Dopo il 1867, l'ungherese divenne lingua franca in questo territorio e l'interazione fra i diversi gruppi etnici nonché i matrimoni misti produssero un'assimilazione verso il gruppo ungherese dominante. Il latino restò la lingua ufficiale fino al 1842 e i territori prima dell'Ausgleich erano governati direttamente da Vienna e ciò può escludere una politica di magiarizzazione su larga scala prima del 1867.
Un altro fattore importante fu l'emigrazione verso l'estero. Fra il 1880 e il 1910 circa 3 milioni di cittadini dell'Impero austro-ungarico emigrarono nei soli Stati Uniti d'America. Più della metà di loro proveniva dal Regno d'Ungheria (1,5 milioni, cioè circa il 10% della popolazione totale) Circa un milione di essi apparteneva ad etnie non magiare. Molti altri emigrarono verso l'Europa occidentale o altri Stati americani.

### L'oppressione violenta
Molti intellettuali e attivisti slovacchi (come Janko Kráľ) furono incarcerati o condannati a morte durante la rivoluzione del 1848. Uno degli episodi che più turbarono l'opinione pubblica europea fu la tragedia di Černová del 1907, in cui 15 persone furono uccise e 52 ferite. È controverso se questo sia un episodio di magiarizzazione violenta, in parte perché il sergente che ordinò di sparare e tutti i suoi sottoposti erano di etnia slovacca e in parte per via della controversa figura di Andrej Hlinka.

### Istruzione
Le scuole istituite da chiese e comuni avevano il diritto di impartire l'istruzione in qualsiasi lingua. Si trattava tuttavia di scuole religiose fondate prima del 1867, in diverse circostanze socio-politiche. In pratica, la maggioranza degli studenti nelle scuole comunali che appartenevano a gruppi etnici non magiari ricevevano l'istruzione esclusivamente in ungherese. Inoltre, il numero delle scuole di altre lingue diminuì costantemente: fra il 1880 e il 1913, mentre il numero delle scuole esclusivamente ungheresi era quasi raddoppiato, il numero di scuole di altre lingue si era quasi dimezzato. Ciononostante, i romeni di Transilvania avevano più scuole romene di quelle che esistevano nel Regno di Romania.
L'impatto della magiarizzazione sul sistema dell'istruzione fu molto significativo, come dimostrano le statistiche ufficiali presentate dal governo ungherese alla conferenza di pace di Parigi del 1919: tutti gli ebrei del Regno d'Ungheria erano considerati magiari.
|                            | Magiari | Romeni | Slovacchi | Tedeschi | Serbi | Ruteni |
| % della popolazione totale | 54,5%   | 16,1%  | 10,7%     | 10,4%    | 2,5%  | 2,5%   |
| -------------------------- | ------- | ------ | --------- | -------- | ----- | ------ |
| Asili                      | 2 219   | 4      | 1         | 18       | 22    | -      |
| Scuole elementari          | 14 014  | 2 578  | 322       | 417      | ?     | 47     |
| Scuole medie               | 652     | 4      | -         | 6        | 3     | -      |
| Scuole superiori           | 33      | 1      | -         | 2        | -     | -      |
| Istituti magistrali        | 83      | 12     | -         | 2        | 1     | -      |
| Licei maschili             | 172     | 5      | -         | 7        | 1     | -      |
| Licei femminili            | 50      | -      | -         | 1        | -     | -      |
| Scuole commerciali         | 105     | -      | -         | -        | -     | -      |
| Istituti commerciali       | 65      | 1      | -         | -        | -     | -      |

Fonte:
(Béla Grünwald, consigliere del conte Kálmán Tisza, primo ministro ungherese dal 1875 al 1890)
Nel 1867, anno dell'Ausgleich, c'erano più di mille scuole elementari slovacche, ma il loro numero si ridusse gradualmente fino a contarne 322 nel 1918.

### Sistema elettorale
Il sistema elettorale del Regno d'Ungheria dopo il 1867 era basato sul censo, con un effetto sfavorevole per le nazionalità non magiare. Con la legge elettorale del 1874, rimasta immutata fino al 1918, solo il 5,9% dell'intera popolazione aveva diritto di voto. Ciò significava escludere totalmente i contadini e la classe operaia dalla vita politica ungherese. La percentuale di soggetti a basso reddito era più alta nelle nazionalità non magiare, con l'eccezione dei tedeschi, che erano generalmente più ricchi. Da un punto di vista magiaro, la struttura degli insediamenti comportava differenze di reddito. Nel Regno d'Ungheria magiari e tedeschi erano molto più urbanizzati di slovacchi, romeni e serbi.
Nel 1900 circa un terzo dei deputati fu eletti con meno di cento voti e complessivamente quasi due terzi furono eletti con meno di 1000 voti. La Transilvania aveva una rappresentanza persino peggiore: più una contea era romena e meno votanti aveva. Dei deputati transilvani 35 rappresentavano le quattro contee a maggioranza magiara e le città principali (che corrispondevano insieme al 20% della popolazione), mentre solo 30 deputati rappresentavano un altro 72% della popolazione, che era in maggioranza romena.
Nel 1913 anche l'elettorato che eleggeva solo un terzo dei deputati non aveva un'equa composizione etnica. I magiari pari al 54,5% della popolazione del Regno d'Ungheria potevano contare su una maggioranza del 60,2% nell'elettorato. I tedeschi pari al 10,4% della popolazione avevano il 13,0% dell'elettorato. La partecipazione delle altre nazionalità era la seguente:
- slovacchi 10,7% della popolazione, 10,4% dell'elettorato;
- romeni 16,1% della popolazione, 9,9% dell'elettorato;
- ruteni 2,5% della popolazione, 1,7% dell'elettorato;
- croati 1,1% della popolazione, 1,0% dell'elettorato;
- serbi 2,2% della popolazione, 1,4% dell'elettorato;
- altre nazionalità 2,2% della popolazione, 1,4% dell'elettorato.

Ufficialmente, la legge elettorale ungherese non conteneva nessuna discriminazione basata sulla nazionalità o sulla lingua. Un sistema basato sul censo non era infrequente nei paesi europei degli anni 1860, ma in seguito gli altri paesi dell'Europa occidentale abbassarono gradualmente e infine abolirono il censo. Ciò non accadde nel Regno d'Ungheria, benché la riforma elettorale fosse uno degli argomenti più dibattuti nei primi decenni del XX secolo.
Sebbene la quota slovacca dell'elettorato (10,4%) riflettesse con buona precisione il loro peso sulla popolazione totale del Regno d'Ungheria (10,7%), gli slovacchi ebbero una rappresentanza parlamentare estremamente ridotta (1 deputato su 420).

### Nomi

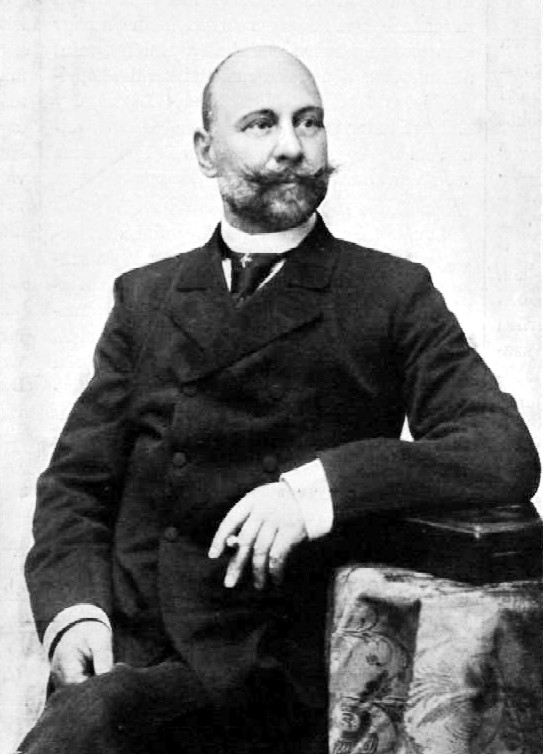
Dezső Bánffy

La politica di magiarizzazione durante il governo di Dezső Bánffy (1895-1899) comprendeva anche la magiarizzazione di nomi propri di persone e toponimi. La legge sull'anagrafe prescriveva che tutti i nomi registrati dovessero essere scritti in ungherese. I nomi originali dei non magiari furono sostituiti da nomi magiari, ad esempio il serbo Stevan fu sostituiro con István e Jelena fu sostituito con Ilona. La misura non riguardava soltanto i nomi di battesimo, ma anche i cognomi.
Le autorità magiare esercitavano una pressione costante sui non-magiari affinché magiarizzassero i loro nomi e la facilità di ufficializzare queste modifiche diede origine al soprannome magiaro da una corona (una corona era il prezzo per la registrazione). Nel 1881 fu fondata a Budapest la "Società centrale per la magiarizzazione dei nomi" (Központi Névmagyarositó Társaság). Scopo di questa associazione privata era quello di consigliare e indirizzare coloro che intendevano magiarizzare i loro cognomi. Telkes Simon divenne il presidente dell'associazione, che professava che "uno può riuscire ad essere accettato come un vero figlio della nazione, adottando un nome nazionale". L'associazione organizzò una campagna pubblicitaria sui giornali e scrisse lettere circolari. Proposero anche di ridurre la tariffa per il cambio di nome. La proposta fu accettata dal Parlamento e la tariffa fu abbassata da 5 fiorini a 50 centesimi. In seguito i cambi di nome si moltiplicarono nel 1881 e nel 1882 (rispettivamente con 1261 e 1065 cambi di nome registrati) e continuarono negli anni seguenti alla media di 750-850 all'anno. Duriante il governo di Bánffy ci fu un altro picco con 6700 domande nel 1897, causato per lo più dalla pressione delle autorità e degli impiegati pubblici. Le statistiche mostrano che solo fra il 1881 e il 1905 42 437 cognomi furono magiarizzati (ciò equivale a meno di uno su duecento cittadini non magiari del Regno d'Ungheria). La magiarizzazione volontaria di nomi tedeschi o slavi rimase un fenomeno tipico in Ungheria durante tutto il XX secolo.
Accanto alla magiarizzazione dei nomi delle persone e delle famiglie, era anche comune l'uso esclusivo di toponimi magiari al posto di usi plurilingue. Per i luoghi per cui non si riusciva a risalire a nomi ungheresi noti nel passato, si inventavano di sana pianta nuovi nomi ungheresi, che venivano usati dagli uffici pubblici al posto dei nomi originali. Ad esempio Szvidnik  divenne Felsővízköz (in slovacco Svidník), Najdás fu trasformata in Néranádas (in romeno Naidăş), Sztarcsova divenne Tárcsó (in serbo Starčevo), Lyutta divenne Havasköz (in ruteno Ljuta), Bruck fu chiamata Királyhida (oggi Bruck an der Leitha).
Secondo statistiche ungheresi e considerando l'immenso numero di persone assimilate fra il 1700 e il 1944 (circa 3 milioni) solo 340 000-350 000 nomi furono magiarizzati fra il 1815 e il 1944; ciò avvenne soprattutto nella zona linguistica magiara. Un nome ebreo su 17 fu magiarizzato, molto in paragone ad altre nazionalità: uno su 139 per i cattolici tedeschi e uno su 427 per gli evangelici tedeschi; uno su 170 per i cattolici slovacchi e uno su 330 per gli evangelici slovacchi.

## Emigrazione
Parte della magiarizzazione fu dovuta all'emigrazione interna di non magiari verso Budapest e verso le contee centrali dell'Ungheria, che erano a maggioranza magiara: questi spostamenti favorirono l'assimilazione. La percentuale di non magiari diminuì anche per effetto dell'emigrazione verso l'estero (soprattutto verso gli Stati Uniti d'America): gli emigrati erano prevalentemente di nazionalità non magiare. Infatti i magiari, che erano il 45,5% della popolazione nel 1900, erano solo il 26,2% degli emigrati, mentre i non magiari (54,5%) erano il 72% degli emigrati dal 1901 al 1913. Le regioni con i più alti tassi di emigrazione erano soprattutto le contee settentrionali abitate da slovacchi e da ruteni: Sáros, Szepes, Zemplén e Ung. Dopo queste venivano le contee meridionali abitate soprattutto da serbi, romeni e tedeschi: Bács-Bodrog, Torontál, Temes e Krassó-Szörény, altre contee settentrionali abitate da slovacchi Árva e Gömör-Kishont e solo una contea dell'Ungheria centrale a maggioranza etnica magiara: Veszprém. Le ragioni dell'emigrazione erano soprattutto economiche. Si può pensare che alcuni emigrati abbiano voluto evitare la magiarizzazione, ma le prove di motivazioni non economiche sono scarse.
Il governo ungherese stipulò un contratto con l'inglese Cunard Steamship Company perché provvedesse a un collegamento marittimo diretto tra Fiume e New York. Sebbene incoraggiasse l'emigrazione, la compagnia non dava passaporti ai magiari.
Nel 1914 il numero totale di emigrati del Regno d'Ungheria aveva raggiunto i 3 milioni, di cui era ritornato in patria circa il 25%. I rimpatri calarono bruscamente durante la prima guerra mondiale e la successiva divisione dell'Impero austro-ungarico. La maggioranza degli emigrati apparteneva al ceto più povero, specialmente al settore agricolo. La magiarizzazione non cessò dopo il crollo dell'Impero austro-ungarico, ma continuò in Ungheria fino ad oltre la metà del XX secolo, con la riduzione costante delle minoranze etniche.

## Ungheresi cattolici di rito bizantino

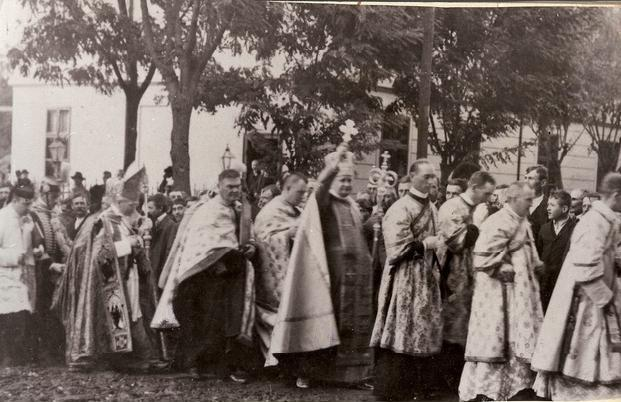
Consacrazione di István Miklósy, primo eparca di Hajdúdorog, che benedice i fedeli con la croce (5 ottobre 1913)

Secondo il censimento del 2001 ci sono 268 935 cattolici di rito bizantino che vivono in Ungheria. Fatta eccezione per qualche migliaio di romeni e di ruteni, la maggior parte di loro sono oggi etnicamente e linguisticamente magiari. Tuttavia, la maggioranza dei cattolici di rito bizantino in Ungheria ha radici rutene o romene. L'8 giugno 1912 fu eretta per loro l'eparchia di Hajdúdorog. In quell'epoca l'eparchia promuoveva la sostituzione dello slavo ecclesiastico e del romeno con l'ungherese come lingua liturgica.

## Gli ebrei
Nel XIX secolo gli ebrei riformati vivevano soprattutto nei centri urbani. Emersero nella società dell'ultimo periodo dell'Impero austro-ungarico, che fu generalmente favorevole per l'ascesa sociale degli ebrei, soprattutto per quelli di tendenze moderne. Nella parte ungherese dell'Impero la maggior parte degli ebrei (quasi tutti i riformati, ma anche buona parte degli ortodossi) adottò l'ungherese come madrelingua e consideravano sé stessi come "Magiari di religione ebraica". La minoranza ebraica, che quando è attratta da una cultura secolare è solitamente attratta dalla cultura dominante, tendeva a gravitare sull'ambiente culturale di Budapest (lo stesso fattore fece sì che gli ebrei praghesi si avvicinassero alla cultura austriaca e alcuni ebrei di Vilnius alla cultura russa).
Dopo l'emancipazione degli ebrei del 1867, la popolazione ebraica del Regno d'Ungheria (così come i tedeschi in ascesa sociale) abbracciò la magiarizzazione, considerata un'opportunità di assimilazione, che non richiedeva il rinnegamento della propria religione. Bisogna anche notare che nel caso degli ebrei il processo di magiarizzazione era stato preceduto da un processo di germanizzazione promosso dalle autorità asburgiche. Stephen Roth scrive che: «Gli ebrei ungheresi si opponevano al sionismo, perché speravano in qualche modo di raggiungere la parità con gli altri cittadini, non solo parità legale ma anche sociale, e di essere integrati nel paese come israeliti ungheresi. La parola "israelita" (in ungherese: Izraelita) denotava solo un'appartenenza religiosa priva dei connotati etnici o nazionali, di soliti insiti nella parola "ebreo". Gli ebrei ungheresi pervennero a notevoli successi nell'economia, nella cultura e meno frequentemente anche nella politica. Ma anche l'ebreo più in vista non era pienamente accettato dalla maggioranza degli ungheresi come "uno di loro" — come dimostrarono tragicamente gli eventi successivi all'invasione della Germania nazista durante la seconda guerra mondiale». Comunque negli anni trenta e nei primi anni quaranta Budapest fu un posto sicuro e un centro culturale per i rifugiati ebrei provenienti da Slovacchia, Austria e Germania.
Nel 2006 la Compagnia per la minoranza ebraica ungherese non riuscì a raccogliere mille firme per una petizione per dichiarare gli ebrei ungheresi una minoranza sebbene ci fossero circa 100 000 ebrei nel paese. L'organizzazione religiosa ufficiale ebraica Mazsihisz consigliò di non sottoscrivere la petizione perché ritenne che gli ebrei si identifichino come un gruppo religioso piuttosto che come una minoranza etnica. Anche i non ebrei potevano comunque sottoscrivere la petizione.

## L'Ungheria dopo il trattato del Trianon

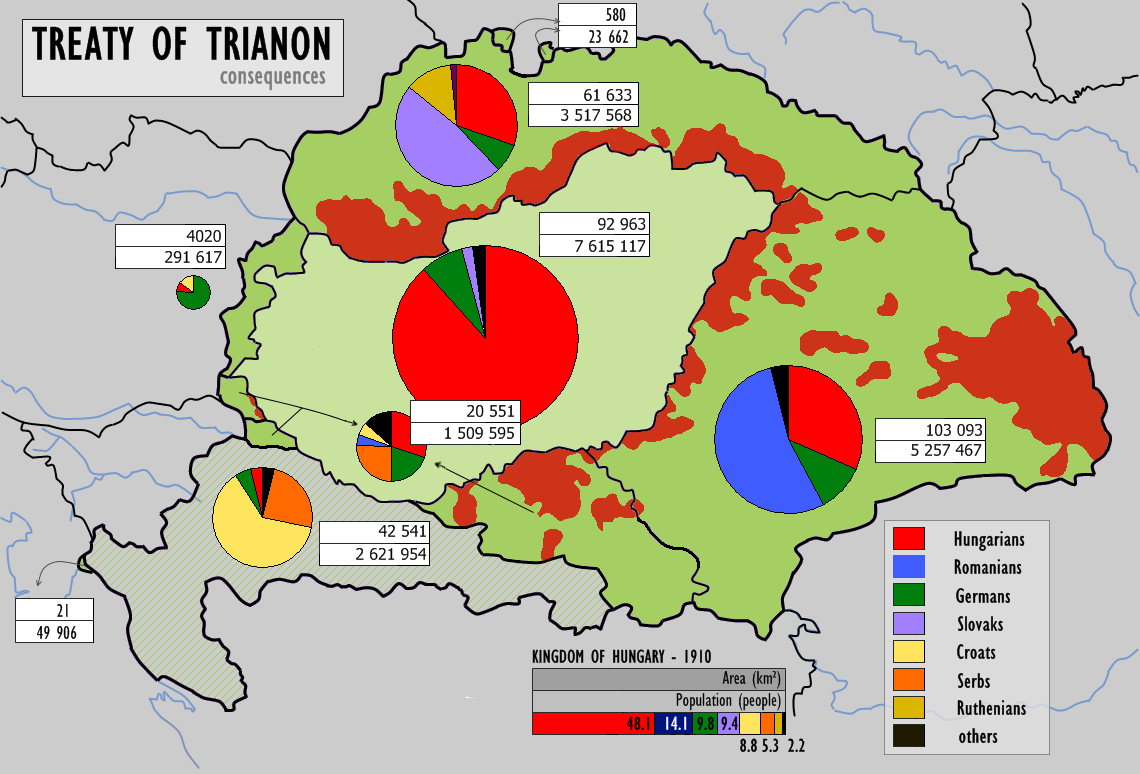
L'Ungheria dopo il trattato del Trianon. Si notino le aree colorate di marrone, le quali rappresentano le zone a maggioranza magiara al di fuori dei nuovi confini ungheresi.

Dopo il trattato del Trianon rimanevano in Ungheria importanti minoranze etniche. Secondo il censimento del 1920 il 10,4% della popolazione parlava una lingua minoritaria come madrelingua:
- 551 212 tedesco (6,9%)
- 141 882 slovacco (1,8%)
- 23 760 romeno (0,3%)
- 36 858 croato (0,5%)
- 23 228 bunjevac e šokac (0,3%)
- 17 131 serbo (0,2%)

Il numero di cittadini bilingui era molto più ampio:
- 1 398 729 persone parlavano tedesco (17%)
- 399 176 persone parlavano slovacco (5%)
- 179 928 persone parlavano croato (2,2%)
- 88 828 persone parlavano romeno (1,1%).

L'ungherese era parlato dal 96% della popolazione e l'89% era di madrelingua ungherese.
Negli anni fra le due guerre mondiali, l'Ungheria estese il suo sistema universitario cosicché si formarono amministratori per portare avanti la magiarizzazione nei territori perduti, nel caso che fossero stati riconquistati.
La percentuale e i dati assoluti delle nazionalità non magiare diminuirono nei decenni successivi, benché aumentasse nel contempo la popolazione totale. Il bilinguismo registrò anch'esso un regresso. Le principali ragioni di questo processo risiedevano sia nell'assimilazione spontanea sia nella politica di magiarizzazione perpetrata dallo Stato. Le minoranze formavano l'8% della popolazione totale dello stato nel 1930 e il 7% nel 1941 (sul territorio stabilito dal trattato del Trianon).
Dopo la seconda guerra mondiale circa 200 000 tedeschi furono deportati in Germania secondo quanto stabilito dalla conferenza di Potsdam. Lo scambio di popolazione fra Cecoslovacchia e Ungheria riguardò 73 000 slovacchi che lasciarono l'Ungheria. Dopo questi spostamenti di popolazione l'Ungheria divenne un paese etnicamente piuttosto omogeneo, se si prescinde dalla rapida crescita dei rom nella seconda metà del XX secolo.

## Cronologia essenziale
- 1844 - Il Regno d'Ungheria introduce gradualmente l'anagrafe civile (mantenuta nelle parrocchie fino al 1895).
- 1849 - Il tedesco torna ad essere lingua ufficiale dopo la rivoluzione del 1848.
- 1874 - Chiudono tutte le scuole superiori slovacche.
- 1875 - Chiusura forzata della Matica slovenská.
- 1881 - Una legge stabilisce l'ungherese come unica lingua nazionale. Dal 1836 al 1881 14 000 famiglie avevano adottato un cognome ungherese nella sola zona del Banato.
- 1897 - Legge Bánffy sui villaggi: i nomi di ogni villaggio devono essere in ungherese.
- 1898 - Simon Telkes pubblica il libro "Come magiarizzare i cognomi".
- 1907 - Legge Apponyi sull'istruzione. L'ungherese è materia obbligatoria in tutte le scuole del Regno, comprese le scuole confessionali e comunali. "Tutti gli scolari di qualunque nazionalità devono essere in grado di esprimersi in ungherese in forma scritta e orale alla fine della quarta classe".[23]
- 1907 - Tragedia di Černová: 15 persone sono fucilate in un villaggio slovacco.